# Emilio Macro

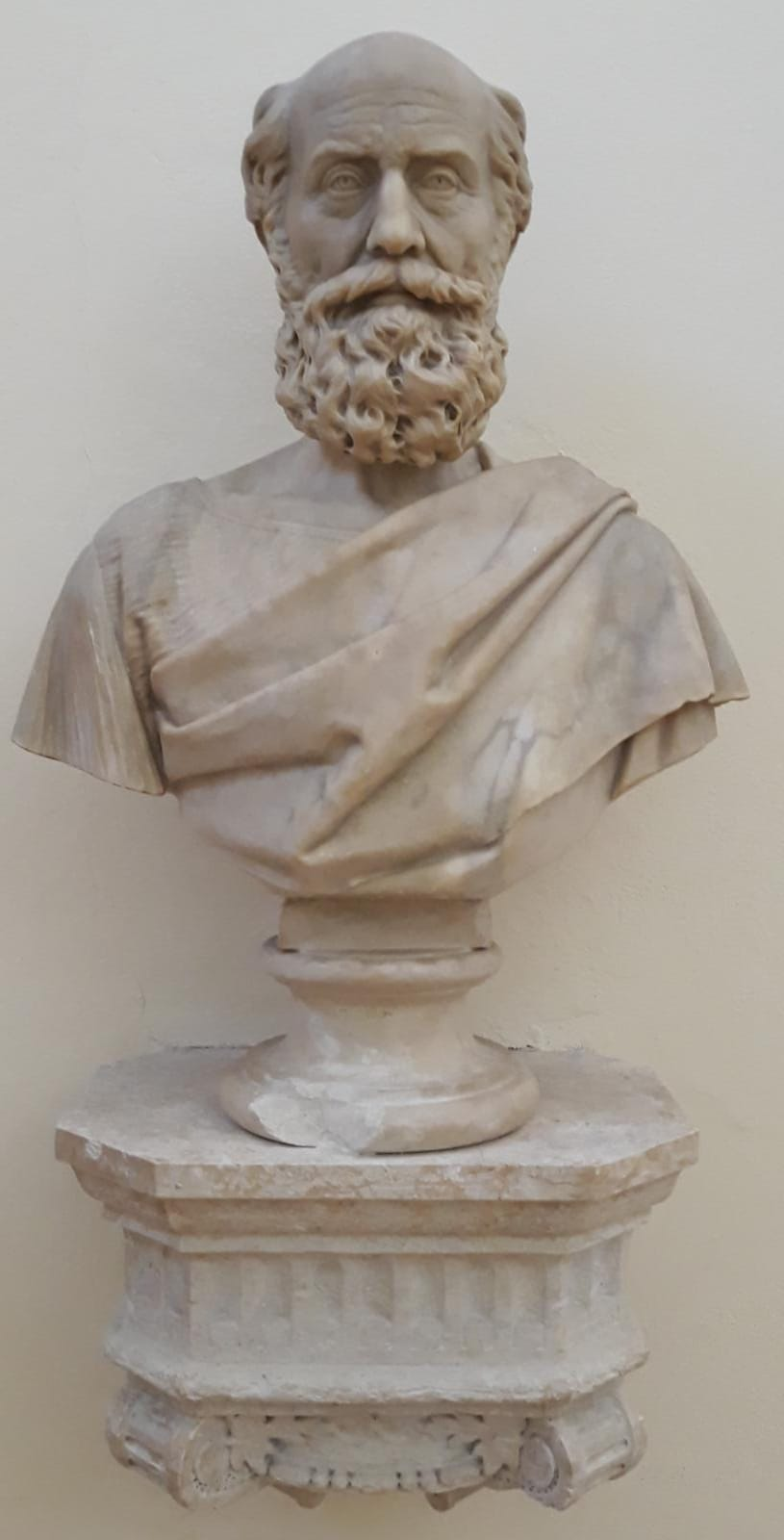
Estatua de Emilio Macro

Emilio Macro (en latín Aemilius Macer) de Verona fue un poeta didáctico romano del siglo I a. C.. Escribió dos poemas, uno sobre pájaros (Ornithogonia), que es una traducción de una obra de Beo, y otro sobre los antídotos contra el veneno de serpientes (Theriaca), que imita una obra del poeta griego Nicandro de Colofón. Según Jerónimo, murió el 16 a. C. Es posible que escribiera una obra sobre botánica. El poema en hexámetros Floridus o De viribus (aut virtutibus) herbarum, atribuido tradicionalmente a Macro, de hecho es una obra medieval de Odo Magdunensis, un médico francés.
Hay que diferenciar a Emilio Macro de Ilíaco Macro, mencionado con este nombre en el catálogo de los poetas de Ovidio. Este es el autor de un poema épico sobre los sucesos que preceden el comienzo de la Ilíada. El hecho de que Ovidio se dirija a él en una de las epístolas Ex Ponto prueba que este estaba vivo mucho después de la muerte de Emilio Macro. Se le ha identificado con el hijo o nieto de Teófanes de Mitilene, el amigo íntimo de Pompeyo.